# Challengers
Ne doit pas être confondu avec Challengers !.
Pour plus de détails, voir Fiche technique et Distribution.
Challengers est un film américain réalisé par Luca Guadagnino et sorti en 2024.
Le film suit Tashi Duncan, une joueuse de tennis devenue Entraîneur, qui décide de se consacrer à la carrière de son mari, Art Donaldson, le faisant passer d'un joueur médiocre en un champion du Grand Chelem de renommée mondiale. Pour le sortir d'une récente série de défaites, elle le fait participer à un tournoi « Challenger » où il se retrouve face à Patrick Zweig, son ancien meilleur ami et l'ancien petit ami de Tashi.

## Synopsis
Le film s'ouvre lors d'un tournoi Challenger à New Rochelle, une compétition de niveau intermédiaire du circuit professionnel de tennis. Art Donaldson (Mike Faist), ancien joueur prometteur en perte de vitesse, doit affronter Patrick Zweig (Josh O’Connor), un ancien ami devenu rival. Dans les gradins, Tashi Duncan (Zendaya), épouse et entraîneuse d'Art, observe le match avec une grande intensité. Ce duel, bien qu’apparemment anodin, ravive d'anciennes tensions liées à leur passé commun.
Le récit alterne avec des flashbacks qui remontent à l’adolescence des trois protagonistes, alors qu’ils évoluent au sein d’une académie de tennis prestigieuse.
- Patrick est un joueur talentueux, charismatique et insouciant, promis à une grande carrière.
- Art, plus réservé et travailleur, compense son manque de talent naturel par une grande rigueur et une volonté inébranlable.
- Tashi, prodige du tennis, est une jeune femme ambitieuse, stratégique et passionnée.

Une relation amoureuse naît entre Tashi et Patrick, mais ce dernier, bien que profondément attaché à elle, refuse tout engagement sérieux. Pendant ce temps, Art nourrit en secret des sentiments pour Tashi, mais reste en retrait. Une nuit, après un tournoi, Patrick repousse Tashi et flirte avec d’autres filles, provoquant une rupture. Art profite alors de l’occasion pour se rapprocher de Tashi, qui finit par tomber amoureuse de lui. Cette évolution entraîne une rupture de l'amitié entre Art et Patrick, qui cessent de jouer ensemble en double.
De retour au tournoi Challenger, Art est en déclin sportif après plusieurs échecs en Grand Chelem. Son épouse et entraîneuse, Tashi, tente de le remotiver. Patrick, quant à lui, a connu une carrière encore plus instable, marquée par des excès et un manque de discipline. Leur affrontement sur le court devient rapidement un duel psychologique, dépassant le simple cadre du sport. En dehors des matchs, Patrick provoque Art, insinuant que Tashi n’a jamais cessé de l’aimer et qu’il n’a été qu’un second choix. Dans une scène marquante, les deux hommes se retrouvent dans un sauna, échangeant des propos chargés de tension et de non-dits. Patrick propose même à Tashi de devenir son entraîneuse, espérant ainsi la reconquérir.
Le film culmine lors de la finale du tournoi, où Art et Patrick s’affrontent dans un match intense et acharné. Leur duel est ponctué de flashbacks, mettant en parallèle leur rivalité amoureuse et sportive. Alors que le tie-break final est sur le point de se jouer, la caméra se focalise sur Tashi, dont l’expression reste énigmatique.
Le film s’achève sans révéler l’issue du match, laissant volontairement planer le doute sur le vainqueur. L’ambiguïté du final souligne l’idée que la véritable confrontation ne se joue peut-être pas sur le terrain, mais dans les cœurs et les esprits des protagonistes.

## Fiche technique
Sauf indication contraire, les informations mentionnées dans cette section peuvent être confirmées par la base de données cinématographiques IMDb,  présente dans la section « Liens externes ».
- Titre original et francophones : Challengers
- Réalisation : Luca Guadagnino
- Scénario : Justin Kuritzkes
- Musique : Trent Reznor et Atticus Ross
- Décors : Jess Royal
- Costumes : Jonathan Anderson
- Photographie : Sayombhu Mukdeeprom
- Montage : Marco Costa
- Production : Metro-Goldwyn-Mayer
- Sociétés de production : Pascal Pictures et Metro-Goldwyn-Mayer
- Distribution : Amazon MGM Sudios (États-Unis) ; Warner Bros. Pictures (Internationale)
- Pays de production :  États-Unis
- Budget : 55 millions de dollars[2]
- Format : Couleurs - 1,85:1 - Dolby Digital
- Genre : comédie romantique et dramatique
- Durée : 131 minutes
- Dates de sortie :
  - France : 24 avril 2024
  - États-Unis : 26 avril 2024
- Classification :
  - États-Unis : R - Restricted
  - France : tous publics

## Distribution
- Zendaya (VF : Victoria Grosbois ; VQ : Célia Gouin-Arsenault) : Tashi Duncan
- Josh O'Connor (VF : Léo Dussollier ; VQ : Dany Boudreault) : Patrick Zweig
- Mike Faist (VF : Maxym Anciaux ; VQ : Joakim Lamoureux) : Art Donaldson
- Darnell Appling (VF : Jean-Christophe Clément ; VQ : Lyndz Dantiste) : l'arbitre de la finale de New Rochelle
- Shane Harris : le garde du corps d’Art
- Nada Despotovich (VQ : Hélène Mondoux) : la mère de Tashi
- A.J. Lister (VQ : Sofia Blondin) : Lily Donaldson
- Naheem Garcia : le père de Tashi
- Jake Jensen : Finn Larsen
- Hailey Gates (VF : Julie Schotsmans ; VQ : Geneviève Beaudet) : Helen
- Bryan Doo (VF : Joseph Laurent ; VQ : Gabriel Lessard) : le physiothérapeute d'Art

## Production

### Tournage
Les prises de vues démarrent le 3 mai 2022 à Boston et s'achèvent le 26 juin 2022.

### Sortie
Le film devait initialement faire l'ouverture de la Mostra de Venise 2023. Mais à la suite de la grève des acteurs et des scénaristes à Hollywood, il est déprogrammé et remplacé par Comandante d'Edoardo De Angelis.
Le 23 juin 2023, il est acquis sur le territoire français par Amazon MGM Studios pour une sortie uniquement sur la plateforme Prime Video (à l'instar de Ferrari de Michael Mann ou Saltburn d’Emerald Fennell). Finalement, le 4 janvier 2024, il est annoncé qu'Amazon MGM Studios s'associe avec Warner Bros. Discovery France pour une diffusion dans les salles de cinéma le 24 avril 2024.

## Distinctions

### Récompenses
- Golden Globes 2025 : Meilleure musique de film pour Trent Reznor et Atticus Ross

### Nominations
- Golden Globes 2025 : 
  - Meilleur film musical ou comédie
  - Meilleure actrice dans un film musical pour Zendaya
  - Meilleure chanson originale pour Compress/Repress (Trent Reznor, Atticus Ross et Luca Guadagnino)